# 女皇の帝国外伝
『女皇の帝国外伝』（じょこうのていこくがいでん）は、吉田親司によって2009年に書かれた架空戦記シリーズ。『女皇の帝国』のサイドストーリー。日ソ開戦直前のヨーロッパを舞台に、"銀盤"と呼ばれる超機密を巡る冒険活劇となっている。
本作は『女皇の帝国』本編の執筆を一時中断して書かれたものであり、その後の本編の進行において重要な役割を担う物語となっている。本作に登場する人物は『女皇の帝国』本編にも登場している。

## あらすじ
1941年末。ヨーロッパは第二次世界大戦における束の間の平和を謳歌していた。しかし、その水面下では新たなる戦争の火種がくすぶり始めていた。
その頃、イタリア有数の観光都市ベネチアのテッセラ空港には多くの報道陣が駆け付けていた。ヨーロッパ歴訪中の大日本帝国桃園宮那子内親王の到着を取材するためであった。世界的な名声を誇る彼女は、イタリアでも絶大な人気を得ていた。しかし、姿を見せたのは影武者である駒条宮澪子であった。
「ガセネタに騙された」と帰り支度を始める報道陣に憤慨する澪子だったが、影武者としての役目を果たすべく空港に降り立つ。しかし、彼女を出迎えたのは内親王那子の暗殺を狙うテロリストチーム・カサノヴァによる爆弾テロであった。続け様に放たれた銃弾から澪子を守るため盾となった侍従長の斉藤滋は重傷を負い、病院に搬送された。斉藤の身を気遣う澪子に、斉藤は「"銀盤"を確保し、イギリスまで届けて欲しい」と呟いた。
その正体も分からぬまま、澪子は迫り来るテロリストたちと戦いながら、"銀盤"を探し求めヨーロッパ中を駆け巡る。

## 登場人物

### 大日本帝国
駒条宮 澪子（くじょうのみや みこ）
年齢 - 15歳
階級 - 陸軍少尉
本作のヒロイン。駒条宮公爵家の令嬢で、皇室の桃園宮那子内親王とは縁戚関係にある。年齢が近いため、那子の影武者として活動することが多い。
皇室に連なる身として帝王学を学び各国の言語に精通しており、さらにヨーロッパ暮らしが長いため地理にも詳しい。皇室との結び付きが強いため、世間一般に「内親王」として認知されている。身長が低い（150cm）ことをコンプレックスに感じており、背の低さを指摘されると、相手が要人であっても怒りを爆発させる。
カリフォルニア・シンドロームの際にはおたふく風邪を拗らせてしまい、救助活動には参加していない。その反動から、介助の知識を大量に仕入れている。那子のことを「那子姉様」と呼び慕っているが、同時に仄かな対抗心を燃やしており、小太刀を得意とする那子に対し射撃を得意としている。那子から下賜されたモーゼルM712を肌身離さず持ち歩いている。麻雀が得意で、那子ですら敵わない実力を持つ。
ベネチアでテロに遭い、そこから"銀盤"を巡るヨーロッパ各国の陰謀に巻き込まれていく。
黒磯 真澄（くろいそ ますみ）
年齢 - 25歳
澪子の執事兼ボディガード。男装の麗人であり、澪子にとって憧れの存在。かつては宮内省の侍衛官として、那子の護衛を務めていた。
斉藤滋の娘だが、分家の黒磯家に養子に出されているため名字が異なる。総合格闘の達人であり、男性相手でも引けを取らない実力を誇る。
紀元 ハツ（きもと ハツ）
マルコ・ポーロ記念病院に勤務する看護婦見習い。「一度見聞きしたことは忘れない」という特技を持ち、旅行パンフレットやカルテを全て記憶している。負傷した斉藤滋の手術に立ち会ったことがきっかけで澪子と関わり、そのままなし崩し的に一連の陰謀に巻き込まれる。
正体は内親王直属衛士隊"ナコ・シスターズ"の一員であり、澪子のサポートをするためイタリアに派遣されていた。背が高いため〈海兎〉のパイロットとしては採用されず、整備を担当していた。
斉藤 滋（さいとう しげり）
澪子の侍従長であり、養育係も務めている。黒磯の父。"銀盤"の回収を命じられていたが、ベネチアのテロで澪子を守るため盾となり銃撃され、意識不明の重症を負う。
駒条宮 公衝（くじょうのみや きみひら）
年齢 - 52歳
駒条宮公爵家の当主で、樽渡家から婿養子として駒条宮公爵家の一員となった。澪子の父で、彼女と同様に背が低い。側室を大勢囲っており、澪子には大勢の弟妹がいる。
経済感覚に優れており、困窮していた駒条宮公爵家を一代で立て直し、財閥を形成した。ヨーロッパ財界にも影響力を持ち、一年の大半をヨーロッパで過ごしている。澪子を溺愛しているが、国益のために澪子を危険に曝す非情な面も持ち合わせている。その一方、澪子の入浴場面を盗撮するなどの問題行動も散見される。
駒条宮 彩乃丞（くじょうのみや あやのすけ）
澪子の祖父。
駒条宮 理子（くじょうのみや あやこ）
公衝の妻。澪子を産んだ後、間もなく死去した。
駒条宮 奈留子（くじょうのみや なるこ）
内親王。公衝の再婚相手。訳ありの女性だったが、澪子を実の娘のように可愛がった。

### カサノヴァ
ローザ・ブルボン・レーニャ
年齢 - 55歳
フリーランスのテロリストチーム・カサノヴァのリーダーを務めるロシア人女性。共産党の党員であり、NKGBの駒として動いている。
チェロメイ中佐に那子暗殺を命令されるも、偽情報を掴まされ失敗する。失態を挽回するため、"銀盤"の確保に目的を変更し、秘密を握る澪子の命を狙う。
シャルル・ペローの童話を愛読しており、経費で全集を買い揃えている。
クリスチャン・スカラシップ
カサノヴァのメンバー。超遠距離射撃専門の狙撃手。ヴラジヴォストークで過ごしたことがあり、日本語に堪能。
赤軍第一狙撃師団に所属していたところをローザにスカウトされた。オリンピックの強化選手に選ばれるほどの実力を誇るが、中距離・近距離射撃は不得手。また、楽器の演奏を得意としており、赤軍レニングラード軍楽隊の入隊試験を受けたこともあるが、有力なコネがなかったため落選している。
愛銃はモシン・ナガントとギミック・ガンの白銀銃（シルバー・ガン）。
ブラック・リー
カサノヴァのメンバー。白系ロシア人で徒手格闘と爆発物のプロ。ハバロフスクで日本人から空手を学び、バエヴォエサンボと組み合わせ、独自の殺人術を身に付けた。女性経験が皆無であり、紀元ハツに翻弄される。料理が得意で、ローザには「コックとしてもやっていける」と言われている。

### 〈白銀の心〉号
銀 静蕾（ギン・ジンレイ）
豪華飛行船〈白銀の心〉号の船長。通称「マダム・シルバー」と呼ばれる華僑。
老齢であるため杖を使用しているが、酔八仙拳の達人であり、高い戦闘力を持つ。金銭に目がなく、相応の金額を示せば大抵の問題は目を瞑ってくれる。"銀盤"の持ち主であり、高額で引き取ってくれる相手を探している。
蠣崎 潤也（かきざき じゅんや）
年齢 - 11歳
銀静蕾の身の回りの世話をしている少年。戦国大名の蠣崎家出身。
電気工学を学ぶためヨーロッパに渡ったが、学費の仕送りを一方的に打ち切られてしまい、紆余曲折の末〈白銀の心〉号で男娼として働いている。銃器と自動車に興味があり、特にイタリア自動車には目がない。
〈白銀の心〉号での騒動に巻き込まれ、そのまま澪子たちと行動を共にすることになる。『女皇の帝国』に登場する矢追博士の子供である。

### オランダ
ヴィラマイン・クジョウノミヤ・ナッソウ
年齢 - 70歳前後
オランダ王室のナッソウ家の一族で、澪子の祖母。政略結婚の一環として駒条宮彩乃丞に嫁ぎ、理子を産む。理子の死後はオランダに帰国し、現在はマーストリヒトのオラニエ城に住んでいる。義理の息子である公衝とは不仲。
ドイツ軍の侵攻の際にオランダに残ったものの、ドイツ軍には脅威とは見なされずに放置されている。実は"銀盤"を所持しているため、各国とも手が出せないというのが実情である。
アラン・チューリング
"銀盤"の製作に関わったイギリス人数学者。各国諜報機関に狙われており、ヴィラマインに匿まれている。
ヴィラマインに命じられ澪子の救出に向かう。その際、マーストリヒトからルクセンブルクまで自転車をこぐ体力を見せ付けた。
男色家であり、潤也に興味を持っている。

### ヴィシー・フランス
クローン・デ・ラウター
階級 - 陸軍中尉
シャールB1戦車"NAKO"の戦車長。オランダの英雄ミヒール・デ・ロイテルの子孫であり、ルクセンブルク大公家に連なる貴族の出身。そのため、部下たちには「ロイ（王様）」と呼ばれている。祖母がフランス国籍を持っていた関係上、フランス人となった。
ソ連政府の要請を受けたヴィシー・フランスの命令で澪子の抹殺を図るが、ローザに部下を負傷させられ、澪子の逃亡を手助けする。その後は「スパイ狩り」の名目で、澪子とローザを追いオランダに出撃する。
ジャック・サンテール
階級 - 陸軍一等兵
シャールB1戦車"NAKO"の装填手。ルクセンブルク生まれだが、幼少期にフランスに移住し、国籍を取得した。
ノエル・ヴァレンバーグ
階級 - 陸軍上等兵
シャールB1戦車"NAKO"の測距手。ベルギー出身。小柄で負けん気が強い性格。桃園宮那子の熱心なファン。
オクタヴィアン・アメル
階級 - 陸軍曹長
シャールB1戦車"NAKO"の運転手。ロレーヌ出身。皮肉屋で口が悪いが、運転技術は折り紙つき。

### 大英帝国
ジョン・C・リーチ
階級 - 海軍大佐
『女皇の帝国』に登場するイギリス軍人。戦艦〈プリンス・オブ・ウェールズ〉艦長。"銀盤"を確保するため〈白銀の心〉号に乗り込む。身許を隠して行動していたが、些細なミスから澪子に正体が露見する。
ラドスラフ・ディーデック
階級 - 空軍中佐
『女皇の帝国』に登場する自由ポーランド軍の軍人。英第303飛行中隊指揮官としてフランスへの威力偵察を行った際、ローザたちに追われる澪子一行を見つけ援護する。

### ドイツ第三帝国
オットー・スコルツェニー
階級 - 武装SS少尉
パリ占領軍司令部に所属する武装SSの将校。デ・ラウターがカサノヴァのアジト攻撃の準備をしていることを聞きつけ、自身が部隊の指揮官となることを条件にアジト攻撃に協力した。

### その他
フェルッチオ・ランボルギーニ
女を口説くのが好きなイタリア人技術者。自動車の技術を学ぶためスイス・バーゼル大学に留学し、そこでランチア・アストゥーラの整備を担当した。いずれは自分の自動車製造メーカーを設立することを夢見ている。
エッダ・バン・ヒームストラ・ヘップバーン・ラストン
年齢 - 12歳
巡業歌劇団・山羊座（カプリコン）の歌姫。ルクセンブルク行きの列車で不正乗車した澪子たちと出会い、彼女たちを匿う。将来は女優かバレリーナになることを夢見ている。
後のオードリー・ヘプバーン。
ジェラルド・スホーネヴェルト
年齢 - 30歳代前半
巡業歌劇団・山羊座（カプリコン）座長。金にうるさい性格をしている。
ハリー・ワイルス
年齢 - 60歳代
運搬船〈スケベニンゲンIV〉船長。澪子に船を買収され、イギリスに向かうように命令される。

## 登場兵器・車輛
トゥイークヴァ（南瓜）
カサノヴァの使用する特殊車輛。アメリカから密輸したスチュードベーカーUS2を改造した車輛。
後部に居住区である貨物車を牽引している。無線機器を完備しており、簡易遠隔操縦が可能。武装はBM31型カチューシャロケット2門。
「トゥイークヴァ（南瓜）」は童話世界に憧れるローザの命名で、「南瓜の馬車」をイメージしている。
シャールB1
フランス軍の戦車。ドイツ軍に鹵獲された際、主砲・副砲を外され、代わりにニ連装対空機関砲が新たに装備された。イギリス軍による空襲への対抗策としてフランス軍に譲渡された。
戦車兵は搭乗する戦車に女性名を付ける習慣があるため、ノエルが"NAKO"と命名した。由来は桃園宮那子。
ゴーダGo244B1
ドイツ軍の輸送機。グライダーにエンジンを2基搭載している。カサノヴァのアジトを奇襲する際に使用された。
シュビムワーゲン
ベネチア脱出の際に澪子が使用した車輛。水陸両用で白一色に塗装されている。ドイツがヴァチカンに寄贈したものを駒条宮公爵家が買収した。
ランチア・アストゥーラ
オランダへ向かう澪子一行の為に用意された車輛。ランボルギーニの改造で救急車に偽装された。
アルファロメオ8C-2900B
澪子を追うためローザが使用した車輛。ル・マン耐久レースでの優勝経験もあるマシン。
〈白銀の心（ハート・オブ・シルバー）〉号
銀静蕾の所有する飛行船。オランダ籍の船でチューリップがペイントされている。富裕層向けに博打と色事を提供する船。乗船代金は一人1万2000円（当時の大卒銀行員の月給は2500円）。乗客38人、乗員76人。
〈スケベニンゲンIV〉→〈オードリーII〉
ホーランド・アジア・ライン社が所有する運搬船。澪子に船員ごと買収され、イギリス脱出のため使用される。
澪子が所有権を受け取った際に船名を〈オードリーII〉に変更した。由来はエッダ。

## 用語
駒条宮公爵家
澪子の実家。臣籍降下した宮家で、七摂家の筆頭。
華族制度の改正により特権が失われ経済的に困窮していたが、養子に入った公衝の活動により皇室に経済援助を行えるまでに豊かになり、年々皇室への影響力を強めている。その一環として、公衝と奈留子内親王の結婚が執り行われた。
マルコ・ポーロ記念病院
ベネチアの救急病院。紀元ハツが勤務していた病院。
インド・中国・日本などの東洋医学を積極的に取り入れている。また「医食同原」を重視しており、病院食の改善に力を入れている。
宮内中央情報調査室
宮内省がスイスに拠点を置く、非合法スレスレの諜報機関。表向きは新黒死病対策の医療研究拠点となっている。アルプス山脈地下の洞窟に分署を設置している。
責任者は駒条宮公衝。
カサノヴァ
ローザがリーダーを務めるテロリストチーム。金さえ払えばどんな依頼者の命令も受けるが、基本的にはNKGBの指揮系統に入っている。
共産党から支給される資金が少ないため、ローザのイカサマ賭博で資金を稼いでいる。金銭をばら撒いて各国に協力者を作っている。
過去にトロツキー暗殺を依頼されたが、失敗している。
山羊座（カプリコン）
フランス・ベルギーで巡業している移動歌劇団。裏では反独レジスタンスの支援を行っている。
インペリアル・イースターエッグ
ロマノフ王朝が所有していた美術品。ローザ曰く「人民の血税を凝縮させた代物」。
〈白銀の心〉号に密航した罪を見逃してもらうため、ローザが銀静蕾に譲渡した。
"銀盤（シルバー・リンク）"
本作のキーとなる超機密。その存在は「世界の軍事バランスを一変させる」と言われており、列強の諜報機関が狙っている。

## 書籍
- 女皇の帝国外伝1 機動内親王澪子様の冒険（2009年5月1日発行） ISBN 978-4-584-17961-1
- 女皇の帝国外伝2 機動内親王澪子様の冒険（2009年8月1日発行） ISBN 978-4-584-17962-8